# Brinkley (Arkansas)
Brinkley è un comune (city) degli Stati Uniti d'America nella Contea di Monroe in Arkansas. La popolazione era di 3.940 abitanti secondo il censimento del 2000.
Essa si trova a metà strada fra Little Rock e Memphis. La città ha usato lo slogan "We'll Meet You Half-Way" ("ci incontriamo a metà strada") in alcune campagne pubblicitarie.

## Geografia fisica
Secondo l'ultimo censimento, la città dispone di un'area totale di 15,4 km², dei quali 1,2 km² di acque interne.

## Storia
Nel 1852, venne assegnata della terra alla Little Rock and Memphis Railroad Company, diretta da Robert Campbell Brinkley.
Fra il 1852 ed il 1869, l'insediamento venne chiamato "Lick Skillet." Quando il lavoro della giornata era stato completato, gli addetti alla costruzione della ferrovia, per lo più tutti provenienti dai paesi vicini, cucinavano la cena sul fuoco e tornavano alle loro case.
La costruzione della ferrovia che collegava Little Rock a Memphis portò alla creazione della città di Brinkley. Essa è situata nel nord della contea di Monroe County fra le due città più importanti. Venne fondata nell'inverno del 1869 su terreni appartenenti alla ferrovia.